# حريم (مسلسل)
حريم (بالتركية: Harem)‏ هو مسلسل كوميدي تاريخي تركي من إنتاج سنة 2012، من إخراج غاني مجدي وبطولة ليفنت أوزموتشو ونورسيلي إيديز وبيلما كالتشنغر وباشاق صايان وغامزي كارامان أوندر عشيقباش ومحمد علي أربيل وميليس توزونغوتش.